# Каштель Дежановачки
45°33′ пн. ш. 17°05′ сх. д. / 45.55° пн. ш. 17.09° сх. д.
Каштель Дежановачки (хорв. Kaštel Dežanovački) — населений пункт у Хорватії, у Б'єловарсько-Білогорській жупанії у складі громади Дежановаць.

## Населення
Населення за даними перепису 2011 року становило 45 осіб.
Динаміка чисельності населення поселення: